# Andrew Droz Palermo
Andrew Droz Palermo es un director de fotografía, guionista y director de cine estadounidense. Es conocido por su trabajo como cinematógrafo en You're Next (2011), A Teacher (2013) y 6 Years (2015), y como director en Rich Hill (2014) y El paraíso perdido (2015).

## Vida privada
Palermo nació en Columbia (Misuri) y se crio en Jefferson City (Misuri).

## Carrera
Palermo ha colaborado frecuentemente con la directora Hannah Fidell, trabajando como cinematógrafo en sus películas, entre ellas The Gathering Squall, Man & Gun, A Teacher, 6 Years y The Long Dumb Road. También trabajó como director de fotografía en You're Next y V/H/S, ambas dirigidas por Adam Wingard, y A Ghost Story de David Lowery.
En 2014 Palermo estrenó el documental Rich Hill en el Festival de Cine de Sundance, codirigido junto a su prima Tracy Droz Tragos. Palermo también dirigió El paraíso perdido (One & Two), protagonizada por Kiernan Shipka y Timothée Chalamet, estrenada en el Festival Internacional de Cine de Berlín de 2015.